# Georg Hartung
Georg Friedrich Karl Hartung, auch George Hartung (* 13. Juli 1821 in Königsberg (Preußen); † 28. März 1891 in Heidelberg) war ein deutscher Geologe und Buchautor. Er wurde durch seine Arbeiten zur Geologie und Erdgeschichte der Azoren und der Kanaren bekannt.

## Leben
Georg Hartung war das älteste Kind des Buchdruckers und Verlegers George Friedrich Hartung (1782–1849) und dessen Frau Anna Maria Sophie, geborene Greis (1797–1870). Er besuchte das Gymnasium in Insterburg und trat 1838 in die Firma seines Vaters ein, die er 1848 übernahm. Er überließ die Leitung aber später seinem Bruder Hermann Hartung (1823–1901).
1850 reiste Georg Hartung – angezogen vom milden Klima – nach Madeira. Wohl erst hier entdeckte er sein Interesse an der Naturgeschichte. Gefördert wurde es durch den Schweizer Paläontologen Oswald Heer, mit dem Hartung sich ein Haus in Funchal teilte. Es betraf nicht nur die Geologie, sondern ebenso die Botanik, die Entomologie und die Landwirtschaft. Hartung begleitete Heer ein halbes Jahr lang auf dessen Exkursionen auf Madeira. Im April 1851 reisten sie gemeinsam über Cádiz auf die Kanarischen Inseln, wo sie Lanzarote, Fuerteventura und Gran Canaria besuchten. Den Winter 1852/53 verbrachte Hartung wieder auf Madeira. 1853/54 begleitete er den britischen Geologen Sir Charles Lyell zwei Monate lang bei dessen Feldforschung auf der Insel. Die beiden verband ein starkes Lehrer-Schüler-Verhältnis. Lyell sprach von Hartung als einem seiner aktivsten Mitarbeiter und profitierte von dessen Orts- und Sprachkenntnis. Sie verbrachten 1854 auch einen Monat auf den Kanaren – auf Teneriffa, La Palma und wieder auf Gran Canaria. Im Sommer reiste er durch Deutschland und die Schweiz. Er fertigte einige Skizzen für Lyell an und besuchte Heer in Zürich. Im November 1854 war er zurück auf Madeira. Bis April arbeitete er dort sowie auf Lanzarote und Fuerteventura. Im Mai reiste er für einige Wochen zu Lyell nach London und dann nach Deutschland.
Hartung war sich bewusst, dass ihm eine akademische Ausbildung fehlte, und dachte daran, Vorlesungen in Geologie an der Universität Heidelberg zu besuchen. Er verpasste aber den Beginn des Semesters und nahm stattdessen Privatunterricht in Geologie und Mineralogie . Im Dezember 1855 mietete er ein Haus in Heidelberg, wo er fast das ganze Jahr 1856 blieb und seine Proben bearbeitete. Den Winter verbrachte er wieder auf Madeira, und von Mitte April bis Ende August 1857 bereiste er die Azoren. 
In den darauffolgenden Jahren konsultierte Hartung zahlreiche Fachkollegen und bereitete seine Publikationen über die Geologie der Kanaren und Azoren vor, die ab 1857 erschienen, beginnend mit der Abhandlung Die geologischen Verhältnisse der Inseln Lanzarote und Fuertaventura. Im 1860 erschienenen Buch Die Azoren in Ihrer äußeren Erscheinung und nach ihrer geognostischen Natur beschrieb Hartung die physische Geographie und die Gesteine jeder einzelnen der neun Inseln und illustrierte das Werk mit Zeichnungen und Landschaftsbildern. Die Beschreibung der Fossilien Santa Marias übernahm der Paläontologe Heinrich Georg Bronn. Ein Werk über den Vulkanismus publizierte er 1862 unter dem Titel Betrachtungen über Erhebungskrater, ältere und neuere Eruptivmassen nebst einer Schilderung der geologischen Verhältnisse der Insel Gran Canaria. Im selben Jahr wurde Hartung – wahrscheinlich in Anerkennung dieser Arbeiten – von der Universität Königsberg promoviert. Eine Beschreibung der Inseln Madeira und Porto Santo folgte 1864. In Zusammenarbeit mit Karl von Fritsch und Wilhelm Reiss erschien 1867 ein Atlas Teneriffas.
In der zweiten Hälfte der 1870er Jahre reiste Hartung mehrfach nach Skandinavien. Er veröffentlichte den Reisebericht Norwegische Reise und schrieb einen kurzen Beitrag in Heers mehrbändigem Werk Flora fossilis arctica.
Einige Erstbeschreiber von Fossilien Madeiras vergaben Namen zu Ehren Georg Hartungs, z. B. Cardium Hartungi (Bronn), Janthina Hartungi (Karl Mayer-Eymar) und Ilex Hartungi (Heer).

## Werke (Auswahl)
- Georg Hartung: Die geologischen Verhältnisse der Inseln Lanzarote und Fuertaventura. In: Neue Denkschriften der allgemeinen Schweizerischen Gesellschaft für die gesammten Naturwissenschaften. Band 15, 1857, S. 1–168 (Digitalisat).
- Georg Hartung: Geologische Karte der Inseln Lanzarote und Fuertaventura. Wurster, Winterthur 1857 (Digitalisat; PDF; 1,5 MB).
- George Hartung: Die Azoren in ihrer äußeren Erscheinung und nach ihrer geognostischen Natur (mit Beschreibung der fossilen Reste von Prof. H. G. Bronn). Verlag von Wilhelm Engelmann, Leipzig, 1860 (Digitalisat; PDF; 91,5 MB).
- Georg Hartung:  Betrachtungen über Erhebungskrater, ältere und neuere Eruptivmassen, nebst einer Schilderung der geologischen Verhältnisse der Insel Gran Canaria. Wilhelm Engelmann, Leipzig, 1862 (Digitalisat).
- Karl Wilhelm Georg von Fritsch, Georg Hartung, Johann Wilhelm Reiss: Tenerife geologisch topographisch dargestellt, ein Beitrag zur Kenntnis vulkanischer Gebirge, J. Wurster, Winterthur 1867 (Digitalisat; PDF; 19,6 MB).
- Georg Hartung: Über die Pflanzenversteinerungen von Andö in Norwegen. I. Schilderung des Fundortes und der Lagerungsverhältnisse. In: Oswald Heer (Hrsg.): Flora fossilis arctica. Die fossile Flora der Polarländer. 4. Band, Wurster, Zürich 1877 (Digitalisat).
- Georg Hartung, Albert Dulk: Fahrten durch Norwegen und die Lappmark. Gebrüder Kröner, Stuttgart 1877 (Digitalisat).